# Сангилька
Сангилька (южноселькупск. Ха́ӈӷэл кы — глухариная река) — река в России, протекает в Томской области. Устье реки находится в 85 км по правому берегу реки Тым. Длина реки составляет 335 км, площадь водосборного бассейна 4490 км².

## Данные водного реестра
По данным государственного водного реестра России, относится к Верхнеобскому бассейновому округу, водохозяйственный участок реки — Обь от впадения реки Васюган до впадения реки Вах, речной подбассейн реки — Васюган. Речной бассейн реки — (Верхняя) Обь до впадения Иртыша.